# Karl Schenker
Karl Schenker (1886-1954) fue un fotógrafo rumano, que desarrolló la mayor parte de su trabajo en Alemania.

## Biografía
De origen judío, nació en Bucovina (Rumanía), que se encontraba en la parte oriental del Imperio Austrohúngaro. Se trasladó a Berlín sobre 1912. En 1925 se estableció en Estados Unidos durante cinco años, donde publicó algunos trabajos con el nombre de Karol Schenker. Tras su regreso a Alemania tuvo que huir en 1938 de la Alemania nazi y se estableció en Londres donde estuvo viviendo hasta su muerte en 1954.

## Trayectoria profesional
Entre 1913 y 1923 trabajó en un estudio fotográfico, donde se especializó en retratos, sobre todo de actores y miembros de la clase acomodada. Su trabajo en retratos de sociedad le proporcionó gran reconocimiento en las clases acomodadas durante esos años.
En su trabajo como fotógrafo de moda, fotografiaba maniquíes que previamente había maquillado. Estos trabajos sobre moda se publicaron en revistas femeninas como Uhu o Die Dame. 
Tras su traslado a Londres abrió un estudio en Regent Street.
Una característica de su trabajo era la manipulación de los retratos a los que aplicaba tanto técnicas de maquillaje como de retoque posterior.
En 2013 se expusieron algunas de sus obras en la 55 edición de la Bienal de Venecia en el II Palacio Enciclopédico.